# Trượt ván trên tuyết tại Thế vận hội Mùa đông 2018 - Địa hình tốc độ nữ
Nội dung địa hình tốc độ nữ (snowboard cross) của Thế vận hội Mùa đông 2018 diễn ra vào ngày 15 tháng 2 năm 2018 tại Công viên Phoenix Bogwang ở Pyeongchang, Hàn Quốc.

## Kết quả

### Vòng loại
Vòng loại diễn ra lúc 10:00.
| Hạng | Số áo | Tên                             | Quốc gia                     | Lượt 1  | Lượt 2  | Tốt nhất | Ghi chú |
| ---- | ----- | ------------------------------- | ---------------------------- | ------- | ------- | -------- | ------- |
| 1    | 16    | Eva Samková                     | Cộng hòa Séc                 | 1:16.84 | —       | 1:16.84  | Q       |
| 2    | 2     | Michela Moioli                  | Ý                            | 1:16.97 | —       | 1:16.97  | Q       |
| 3    | 6     | Faye Gulini                     | Hoa Kỳ                       | 1:17.74 | —       | 1:17.74  | Q       |
| 4    | 13    | Lindsey Jacobellis              | Hoa Kỳ                       | 1:18.05 | —       | 1:18.05  | Q       |
| 5    | 8     | Charlotte Bankes                | Pháp                         | 1:18.18 | —       | 1:18.18  | Q       |
| 6    | 4     | Chloé Trespeuch                 | Pháp                         | 1:18.51 | —       | 1:18.51  | Q       |
| 7    | 18    | Simona Meiler                   | Thụy Sĩ                      | 1:18.95 | —       | 1:18.95  | Q       |
| 8    | 7     | Nelly Moenne-Loccoz             | Pháp                         | 1:20.23 | —       | 1:20.23  | Q       |
| 9    | 5     | Aleksandra Zhekova              | Bulgaria                     | 1:20.23 | —       | 1:20.23  | Q       |
| 10   | 10    | Belle Brockhoff                 | Úc                           | 1:20.34 | —       | 1:20.34  | Q       |
| 11   | 24    | Meghan Tierney                  | Hoa Kỳ                       | 1:20.52 | —       | 1:20.52  | Q       |
| 12   | 17    | Mariya Vasiltsova               | Vận động viên Olympic từ Nga | 1:20.57 | —       | 1:20.57  | Q       |
| 13   | 1     | Zoe Bergermann                  | Canada                       | 1:21.57 | 1:18.65 | 1:18.65  | Q       |
| 14   | 19    | Kristina Paul                   | Vận động viên Olympic từ Nga | 1:21.93 | 1:19.93 | 1:19.93  | Q       |
| 15   | 12    | Julia Pereira de Sousa Mabileau | Pháp                         | 1:21.72 | 1:20.17 | 1:20.17  | Q       |
| 16   | 21    | Alexandra Hasler                | Thụy Sĩ                      | 1:20.87 | 1:20.49 | 1:20.49  | Q       |
| 17   | 20    | Zoe Gillings-Brier              | Anh Quốc                     | 1:20.99 | 1:20.84 | 1:20.84  | Q       |
| 18   | 11    | Carle Brenneman                 | Canada                       | 1:21.57 | 1:20.89 | 1:20.89  | Q       |
| 19   | 9     | Raffaella Brutto                | Ý                            | DNF     | 1:21.14 | 1:21.14  | Q       |
| 20   | 14    | Tess Critchlow                  | Canada                       | 1:21.39 | 1:21.83 | 1:21.39  | Q       |
| 21   | 15    | Lara Casanova                   | Thụy Sĩ                      | 1:22.26 | DNS     | 1:22.26  | Q       |
| 22   | 22    | Jana Fischer                    | Đức                          | 1:22.92 | DNF     | 1:22.92  | Q       |
| 23   | 25    | Zuzanna Smykała                 | Ba Lan                       | 1:23.41 | 1:23.44 | 1:23.41  | Q       |
| 24   | 26    | Vendula Hopjáková               | Cộng hòa Séc                 | DNF     | DNF     | DNF      | Q       |
|      | 3     | Meryeta Odine                   | Canada                       | DNS     | DNS     | DNS      |         |
| 26   | 23    | Isabel Clark Ribeiro            | Brasil                       | DNS     | DNS     | DNS      |         |

Tại tứ kết ba người xếp đầu ở mỗi nhóm lọt vào vòng sau. Tại bán kết ba người đứng nhất ở mỗi nhóm lọt vào chung kết tranh huy chương. Người đứng thứ 4 tới thứ sáu của mỗi nhóm tham dự chung kết nhỏ.

#### Tứ kết
| Hạng | Số áo | Tên                 | Quốc gia     | Ghi chú |
| ---- | ----- | ------------------- | ------------ | ------- |
| 1    | 9     | Aleksandra Zhekova  | Bulgaria     | Q       |
| 2    | 1     | Eva Samková         | Cộng hòa Séc | Q       |
| 3    | 8     | Nelly Moenne-Loccoz | Pháp         | Q       |
| 4    | 17    | Zoe Gillings-Brier  | Anh Quốc     |         |
| 5    | 16    | Alexandra Hasler    | Thụy Sĩ      |         |
|      | 24    | Vendula Hopjáková   | Cộng hòa Séc | DNS     |

| Hạng | Số áo | Tên                | Quốc gia                     | Ghi chú |
| ---- | ----- | ------------------ | ---------------------------- | ------- |
| 1    | 4     | Lindsey Jacobellis | Hoa Kỳ                       | Q       |
| 2    | 20    | Tess Critchlow     | Canada                       | Q       |
| 3    | 5     | Charlotte Bankes   | Pháp                         | Q       |
| 4    | 21    | Lara Casanova      | Thụy Sĩ                      |         |
|      | 12    | Mariya Vasiltsova  | Vận động viên Olympic từ Nga | DNF     |
|      | 13    | Zoe Bergermann     | Canada                       | DNF     |

| Hạng | Số áo | Tên              | Quốc gia                     | Ghi chú |
| ---- | ----- | ---------------- | ---------------------------- | ------- |
| 1    | 6     | Chloé Trespeuch  | Pháp                         | Q       |
| 2    | 14    | Kristina Paul    | Vận động viên Olympic từ Nga | Q       |
| 3    | 19    | Raffaella Brutto | Ý                            | Q       |
| 4    | 22    | Jana Fischer     | Đức                          |         |
| 5    | 11    | Meghan Tierney   | Hoa Kỳ                       |         |
| 6    | 3     | Faye Gulini      | Hoa Kỳ                       |         |

| Hạng | Số áo | Tên                             | Quốc gia | Ghi chú |
| ---- | ----- | ------------------------------- | -------- | ------- |
| 1    | 2     | Michela Moioli                  | Ý        | Q       |
| 2    | 15    | Julia Pereira de Sousa Mabileau | Pháp     | Q       |
| 3    | 10    | Belle Brockhoff                 | Úc       | Q       |
| 4    | 18    | Carle Brenneman                 | Canada   |         |
| 5    | 23    | Zuzanna Smykała                 | Ba Lan   |         |
| 6    | 7     | Simona Meiler                   | Thụy Sĩ  |         |

#### Bán kết
| Hạng | Số áo | Tên                 | Quốc gia     | Ghi chú |
| ---- | ----- | ------------------- | ------------ | ------- |
| 1    | 1     | Eva Samková         | Cộng hòa Séc | Q       |
| 2    | 4     | Lindsey Jacobellis  | Hoa Kỳ       | Q       |
| 3    | 9     | Aleksandra Zhekova  | Bulgaria     | Q       |
| 4    | 20    | Tess Critchlow      | Canada       |         |
| 5    | 8     | Nelly Moenne-Loccoz | Pháp         |         |
|      | 5     | Charlotte Bankes    | Pháp         | DNF     |

| Hạng | Số áo | Tên                             | Quốc gia                     | Ghi chú |
| ---- | ----- | ------------------------------- | ---------------------------- | ------- |
| 1    | 2     | Michela Moioli                  | Ý                            | Q       |
| 2    | 6     | Chloé Trespeuch                 | Pháp                         | Q       |
| 3    | 15    | Julia Pereira de Sousa Mabileau | Pháp                         | Q       |
|      | 14    | Kristina Paul                   | Vận động viên Olympic từ Nga | DNF     |
|      | 10    | Belle Brockhoff                 | Úc                           | DNF     |
|      | 19    | Raffaella Brutto                | Ý                            | DNF     |

#### Chung kết
Chung kết nhỏ
| Hạng | Số áo | Tên                 | Quốc gia                     | Ghi chú |
| ---- | ----- | ------------------- | ---------------------------- | ------- |
| 7    | 5     | Charlotte Bankes    | Pháp                         |         |
| 8    | 19    | Raffaella Brutto    | Ý                            |         |
| 9    | 20    | Tess Critchlow      | Canada                       |         |
| 10   | 8     | Nelly Moenne-Loccoz | Pháp                         |         |
| 11   | 10    | Belle Brockhoff     | Úc                           |         |
| 12   | 14    | Kristina Paul       | Vận động viên Olympic từ Nga | DNF     |

Chung kết tranh huy chương
| Hạng | Số áo | Tên                             | Quốc gia     | Ghi chú |
| ---- | ----- | ------------------------------- | ------------ | ------- |
| 1    | 2     | Michela Moioli                  | Ý            |         |
| 2    | 15    | Julia Pereira de Sousa Mabileau | Pháp         |         |
| 3    | 1     | Eva Samková                     | Cộng hòa Séc |         |
| 4    | 4     | Lindsey Jacobellis              | Hoa Kỳ       |         |
| 5    | 6     | Chloé Trespeuch                 | Pháp         |         |
| 6    | 9     | Aleksandra Zhekova              | Bulgaria     |         |